# MetrôRio
MetrôRio es una empresa privada brasileña con sede en Río de Janeiro, Brasil. Es la concesionaria repsonsable de la operación de las líneas 1, 2 y 4 del Metro de Río de Janeiro.
Entre septiembre del 2011 y diciembre del 2016, el presidente de MetrôRio fue Flávio Medrano de Almada, expresidente de Barcas S.A., empresa responsable por la operación del sistema de ferris de pasajeros en la bahía de Guanabara. Desde diciembre del 2016, la compañía pasó a ser presidida por Guilherme Walder Mora Ramalho, exministro de la Secretaría de Aviación Civil.

## Historia
Inicialmente construido y explotado por el gobierno del estado a través de la desaparecida "Companhia do Metropolitano do Rio de Janeiro", fundada el 14 de noviembre de 1968 mediante ley estatal N.º 1,736, la explotación y mantenimiento de las líneas 1 y 2 del Metro fue adjudicada el 9 de diciembre de 1997 al sector privado, ganando la empresa hoy conocida como MetrôRio. El control de facto pasó a manos de la empresa en abril del año siguiente.
Según el contrato, la empresa se encargaría de operar el sistema y realizar su mantenimiento, mientras que la ampliación de la red seguiría siendo responsabilidad del estado a través de la empresa estatal "Rio Trilhos", en un contrato de 20 años. Sin embargo, en diciembre de 2007, transcurrida la mitad de ese periodo, el gobierno estatal volvió a emitir el instrumento, prorrogando la concesión por otros 20 años. A cambio, MetrôRio tuvo que realizar un paquete de inversiones de cerca de 1.500 millones de reales.
Un año después, en diciembre de 2008, MetrôRio cambió de manos. Los principales accionistas en aquel momento, Citigroup Venture Capital (CVC), Investidores Institucionais Fundo de Investimento em Participações (IIFIP) y Fundação Vale do Rio Doce de Seguridade Social (Valia) vendieron el control de la concesión por 1 billón de reales a Invepar, un consorcio formado por el construtora OAS y los fondos de pensiones de los empleados del Banco do Brasil (Previ), de la Caixa Econômica Federal (Funcef) y de Petrobras (Petros). 
El 9 de noviembre de 2021, se anunció la venta de la empresa a HMOBI Participações S.A., controlada por los fondos de pensiones de los empleados del Banco do Brasil (Previ), Caixa Econômica Federal (Funcef) y Petrobras (Petros) y el fondo de inversión emiratí Mubadala.